# Polski Związek Narciarski
Polski Związek Narciarski – stowarzyszenie kultury fizycznej pełniące rolę polskiej federacji narodowej w biegach narciarskich, kombinacji norweskiej, narciarstwie alpejskim, snowboardingu oraz skokach narciarskich i narciarstwie dowolnym.
Związek utworzono 26 grudnia 1919 roku. Jest on członkiem Międzynarodowej Federacji Narciarskiej (FIS). Do jego celów statutowych należy promowanie, organizowanie i rozwój narciarstwa w Polsce m.in. poprzez szkolenia zawodników i instruktorów i organizację zawodów.

## Zasady funkcjonowania Związku

### Cele i zadania
- organizowanie i rozwijanie narciarstwa jako sportu dobrowolnie uprawianego
- popieranie każdej dyscypliny zarejestrowanej w Międzynarodowej Federacji Narciarskiej (FIS)
- popularyzacje narciarstwa we wszystkich dostępnych formach (radio, telewizja, internet, prasa, wydawnictwa, reklamy, imprezy masowe itp.)
- promocja polskiego sportu za granicą
- dążenie do umasowienia narciarstwa
- reprezentowanie interesów narciarstwa w organizacjach krajowych i międzynarodowych
- koordynacja działalności zrzeszonych w związku członków
- opracowywanie planów szkoleniowych, regulaminów i systemów zawodów
- organizowanie i prowadzenie:
  - szkolenia zawodników
  - szkolenia i podnoszenia kwalifikacji instruktorów, trenerów, sędziów i działaczy narciarskich we współdziałaniu z odpowiednimi instytucjami i organizacjami
  - kontaktów sportowych z zagranicznymi organizacjami sportowymi
  - współzawodnictwa sportowego wraz z pełną rejestracją wyników, statystyk i wymaganej dokumentacji
- realizacje spraw związanych z opracowywaniem zasad oraz nadawaniem zawodnikom licencji uprawniających do udziału we współzawodnictwie sportowym
- zapewnienie warunków organizacyjnych i pomocy materialnej dla działalności sportowej członków związku, a w szczególności kadr narodowych
- prowadzenie niepublicznych szkół mistrzostwa sportowego oraz współpraca z publicznymi szkołami mistrzostwa sportowego
- inicjowanie i rozwijanie współpracy z producentami sprzętu i urządzeń narciarskich
- wnioskowanie i nadzorowanie projektowania i budowania obiektów narciarskich

### Struktura organizacyjna
Władzami Związku są:
- Walny Zjazd Delegatów, który jest najwyższą władzą Związku,
- Zarząd, który jest najwyższą władzą w okresie pomiędzy Zjazdami,
- Komisja Rewizyjna

Kadencja władz Związku trwa cztery lata, a ich wybór odbywa się w głosowaniu tajnym.
Prezes, Zarząd i Komisja Rewizyjna Związku wybierane są na Walnym Zjeździe Delegatów spośród kandydatów zgłoszonych przez członków Związku na piśmie – wraz z pisemną zgodą kandydata oraz opinią zgłaszającego – na 10 dni przed terminem Walnego Zjazdu.
Walny Zjazd Delegatów
- Walne Zjazdy Delegatów dzielą się na:
  - sprawozdawczo-wyborcze, zwoływane co cztery lata przez Zarząd stosowną uchwałą,
  - sprawozdawcze, zwoływane w połowie trwania kadencji według zasady wymienionej w ust. 1,
  - nadzwyczajne, zwoływane przez Zarząd z własnej inicjatywy, na wniosek co najmniej 1/3 liczby członków zwyczajnych Związku lub na wniosek Komisji Rewizyjnej

- Do kompetencji Walnego Zjazdu Delegatów należy:
  - uchwalanie głównych kierunków działania Związku,
  - rozpatrywanie i przyjmowanie sprawozdania z działalności ustępujących władz Związku,
  - udzielanie – na wniosek Komisji Rewizyjnej – absolutorium ustępującemu Zarządowi lub poszczególnym członkom Zarządu,
  - wybór Prezesa, Zarządu i Komisji Rewizyjnej,
  - nadawanie godności członka honorowego,
  - uchwalanie zmian w statucie i rozwiązaniu Związku,
  - rozpatrywanie wniosków i dezyderatów zgłoszonych przez ustępujący Zarząd, delegatów lub członków Związku,
  - rozpatrywanie innych spraw ujętych w porządku obrad,
  - uchwalanie wysokości składek członkowskich.

Uchwały w sprawie zmian w statucie podejmuje Walny Zjazd Delegatów większością 2/3 głosów delegatów obecnych na Zjeździe przy obecności co najmniej 50% delegatów.
Zarząd
- Struktura organizacyjna Zarządu:
  - Biuro Zarządu Głównego (sekretarz generalny),
  - Wydział Organizacyjny,
  - Wydział Sportowy,
  - Wydział Narciarstwa Masowego,
  - Wydział Sędziowski,
  - Biuro Marketingu i Kontaktów Międzynarodowych.

- Sekretarz Generalny Związku powoływany jest i odwoływany przez Zarząd Związku na wniosek Prezesa Związku i wchodzi w skład Zarządu.
- Zarząd Związku składa się z 9 do 15 członków, stosownie do ustaleń Walnego Zjazdu Delegatów.
- Zarząd na swym pierwszym posiedzeniu wybiera wiceprezesów, którzy wraz z Prezesem i Sekretarzem Generalnym stanowią Prezydium Zarządu.

- Do kompetencji Zarządu należy:
  - wykonywanie uchwał i zaleceń Walnego Zjazdu Delegatów, w szczególności w zakresie kierunków działalności i założeń programowych Związku oraz realizacji celów statutowych Związku,
  - opracowywanie rocznych programów działania i planów finansowych,
  - zarządzanie majątkiem i funduszami,
  - zatwierdzanie rocznych preliminarzy dochodów i wydatków,
  - rozpatrywanie i zatwierdzanie rocznych sprawozdań finansowych,
  - zawieranie umów i zaciąganie zobowiązań,
  - reprezentowanie Związku na zewnątrz,
  - ustalanie wysokości opłat licencyjnych i opłat członkowskich,
  - prowadzenie ewidencji członków i wydanych licencji,
  - organizowanie lub zlecanie organizacji imprez narciarskich krajowych i międzynarodowych,
  - ocena działalności Związku na podstawie przyjętych regulaminów i innych przepisów regulujących działalność Związku,
  - opracowywanie zasad współzawodnictwa sportowego oraz ocena jego skuteczności,
  - zatwierdzanie składów kadr narodowych wszystkich kategorii wiekowych i ich ilości oraz składów imiennych zawodników i osób towarzyszących na wszystkie zawody międzynarodowe w kraju i za granicą,
  - powoływanie i rozwiązywanie niepublicznych szkół mistrzostwa sportowego

Prezydium Zarządu:
- Do uprawnień Prezydium Zarządu należy:
  - działanie w imieniu Zarządu,
  - decydowanie o wewnętrznej strukturze biura Związku i obsadzie personalnej poszczególnych stanowisk,
- Prezydium odpowiada przed Zarządem za podjęte w jego imieniu decyzje i ma obowiązek przedkładania sprawozdań z podjętych decyzji na każdym posiedzeniu Zarządu,
- Zebrania Prezydium odbywają się w miarę potrzeb, nie rzadziej jednak niż raz w miesiącu,
- Uchwały Prezydium zapadają zwykła większością głosów przy obecności co najmniej połowy członków,

Komisja Rewizyjna
Komisja Rewizyjna wybierana na Walnym Zjeździe składa się z 3 do 5 członków, w tym przewodniczącego i sekretarza.
Do jej kompetencji należy przeprowadzanie co najmniej raz w roku kontroli całokształtu działalności Związku,
ze szczególnym uwzględnieniem działalności finansowo-gospodarczej pod względem celowości, rzetelności i gospodarności.
Komisja Rewizyjna odbywa swoje posiedzenia co najmniej raz na kwartał, są one zwoływane i prowadzone przez jej przewodniczącego lub wyznaczonego przez niego członka Komisji.

## Historia

### 1918–1939

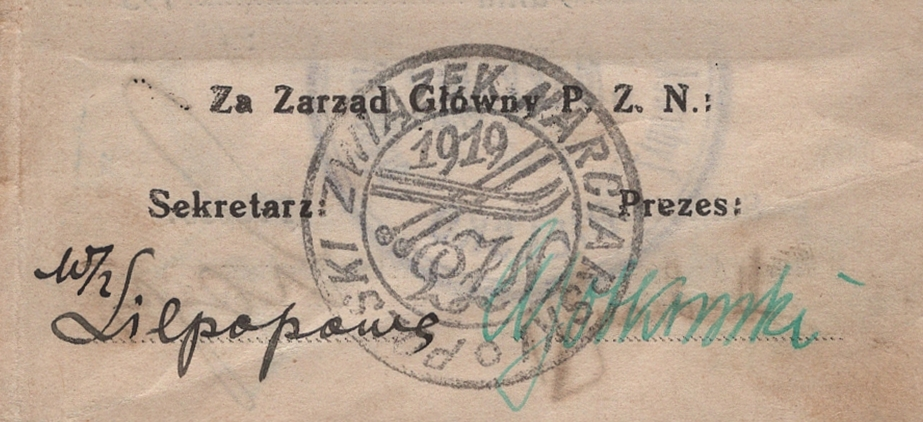
Pieczęć PZN z autografami Zarządu Głównego

Po odzyskaniu przez państwo polskie niepodległości w 1918 roku, reaktywowane towarzystwa i kluby narciarskie utworzyły na zjeździe Towarzystw Turystycznych w Krakowie komitet organizacyjny, z którego inicjatywy na zebraniu założycielskim w Zakopanem 26 grudnia 1919 roku uchwalono powołanie Polskiego Związku Narciarskiego. Założycielami PZN były następujące organizacje:
- Karpackie Towarzystwo Narciarzy we Lwowie,
- Sekcja Narciarska Polskiego Towarzystwa Tatrzańskiego w Zakopanem,
- Tatrzańskie Towarzystwo Narciarzy w Krakowie,
- Sekcja Narciarska Akademickiego Związku Sportowego w Krakowie,
- Wintersportklub des Beskiden Vereines w Bielsku.

Na zebraniu założycielskim po uchwaleniu ogólnych zasad statutu, wyznaczono termin pierwszego Zjazdu Delegatów, na którym wybrano władze Związku (przewodniczący – dr Mieczysław Świerz) oraz ustalono, że siedzibą Zarządu PZN będzie Zakopane.
W grudniu 1920 roku obradował II Zwyczajny Walny Zjazd Delegatów, na którym ustalono, że siedzibą PZN będzie Warszawa, a na przewodniczącego wybrano inż. Aleksandra Bobkowskiego, który tę zaszczytną funkcję pełnił do 1939 roku.
Początek okresu międzywojennego cechuje przede wszystkim rozwój organizacyjny narciarstwa. Przy istniejących, już silnych, tradycjach turystycznych, główny nacisk położono na kierunek sportowy, czego wyrazem było utworzenie w sezonie 1922/23 Komisji Sportowej PZN. W 1925 roku powołano pierwsze trzy okręgi w Krakowie, Bielsku i Zakopanem, a liczba zrzeszonych organizacji w PZN wzrosła z pięciu założycielskich w 1919 roku organizacji do 293 klubów i stowarzyszeń w 1939 roku. Działalność PZN uwidacznia się również na terenie międzynarodowym, gdzie przedstawiciele Związku biorą udział w Kongresie w Chamonix (1924), na którym została utworzona Międzynarodowa Federacja Narciarska (FIS). W 1924 roku w Chamonix zorganizowane zostały międzynarodowe zawody narciarskie pod nazwą „Tydzień sportów zimowych”, w których brali udział również polscy zawodnicy.
Dynamiczny rozwój narciarstwa i aktywna działalność przedstawicieli PZN na forum międzynarodowym, którzy pełnią w latach 1926–1929 funkcje wiceprezesów Komitetu Dyrekcji FIS, spowodowały, że na Kongresie FIS w Sankt Moritz (1928), powierzono Polsce organizację I Międzynarodowych Zawodów Narciarskich – FIS. Fakt ten był niewątpliwie dużym sukcesem PZN i świadczył o pozycji jaką polskie narciarstwo wyrobiło sobie w świecie narciarskim. Zawody zostały przeprowadzone w dniach od 5 do 10 lutego 1929 r. w Zakopanem, a program oficjalny zawodów obejmował wyłącznie konkurencie klasyczne mężczyzn (biegi, skoki i kombinację klasyczną).
Program dodatkowy uwzględniał: bieg kobiet, bieg wojskowy oraz bieg zjazdowy. Ten ostatni został włączony do programu zawodów celem zebrania przez FIS doświadczenia o konkurencjach tego typu.
Bieg zjazdowy – składał się z dwóch, części, które w sumie miały około 800 metrów różnicy poziomów. Po ukończeniu pierwszej części, tzw. przedbiegu ze startu wspólnego, którego trasa prowadziła z Kasprowego Wierchu (Sucha Przełęcz) do Kotła Gąsienicowego i zboczami Uhrocia Kasprowego i Suchą Wodą na Halę Gąsienicową, ustalono kolejność według uzyskanych czasów. Według tej kolejności z zachowaniem różnic osiągniętych w przedbiegu czasów, zawodnicy startowali do drugiej części biegu (tzw. Biegu głównego), którego start był na Kopie Magury a meta na Hali Królowa Niżna. Zwycięzcą tego pierwszego międzynarodowego biegu zjazdowego rozegranego na terenie Tatr został Bronisław Czech, wyprzedzając o 3 sekundy Anglika Brackena. Bieg ukończyło 23 zawodników (w tym 15 z zagranicy), a zebrane doświadczenia przyczyniły się do ożywionej dyskusji nad wprowadzeniem biegu zjazdowego do oficjalnego programu zawodów FIS.
Pierwsze oficjalne Międzynarodowe Zawody Narciarskie FIS w Zakopanem, zakończyły się pod względem sportowym i organizacyjno-technicznym wielkim sukcesem Polskiego Związku Narciarskiego.

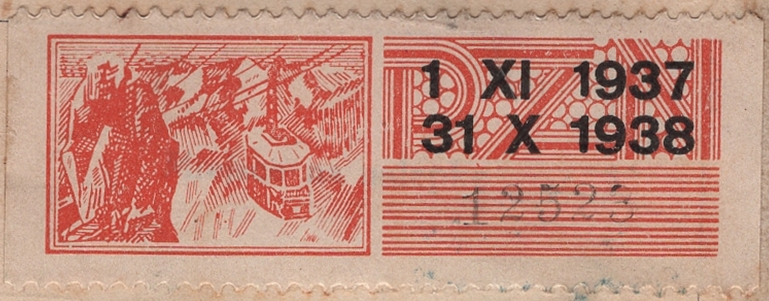
Znaczek przedłużający ważność legitymacji PZN na 1937-1938 rok

W drugim dziesięcioleciu swego istnienia (1929–1939) Polski Związek Narciarski kontynuował politykę licznych kontaktów międzynarodowych. Czołówka zawodników polskich startuje w zimowych igrzyskach olimpijskich i mistrzostwach świata w konkurencjach klasycznych i zjazdowych. Niektórzy z nich startowali zarówno w konkurencjach klasycznych, jak i zjazdowych. Przykładem takiej wszechstronności narciarskiej był przede wszystkim Bronisław Czech, który np. na Olimpiadzie w Garmisch-Partenkirchen w 1936 roku, bierze udział w biegu zjazdowym, w slalomie do kombinacji alpejskiej, biegu na 18 km, w kombinacji klasycznej, skokach otwartych i biegu rozstawnym 4x 10 km. Dzięki Bronisławowi Czechowi i Stanisławowi Marusarzowi, a także innym zawodnikom i zawodniczkom, Polskę zalicza się w tym okresie do czołowych krajów narciarskich Europy.
W lutym 1938 roku na Kongresie FIS w Helsinkach jednogłośną uchwala powierzono Polskiemu Związkowi Narciarskiemu organizację Mistrzostw Świata. Zawody, w których startowało 500 zawodników i zawodniczek z 13 krajów, zostały przeprowadzone w lutym 1939 roku w Zakopanem. W programie uwzględniono zarówno konkurencje klasyczne, jak i zjazdowe.

### 1939–1945
W okresie rozgrywania Mistrzostw Świata (1939), wyjątkowo niesprzyjające warunki atmosferyczne i śniegowe stanowiły ogromną przeszkodę w przeprowadzeniu zawodów. Pomimo licznych przeciwności, cała impreza zakończyła się powodzeniem, a prasa zagraniczna podkreśliła m.in. ogromny sukces organizacyjny Polskiego Związku Narciarskiego. Był to piękny akcent w organizacyjnej działalności PZN, po którym przez 6 lat Polska, a w niej i narciarstwo, podlegała eksterminacji hitlerowskich okupantów.
Hitlerowcy już w pierwszych dniach okupacji wydali całkowity zakaz zrzeszania się i uprawiania sportu. Polski Związek Narciarski i wszystkie organizacje narciarskie zostały przez Niemców rozwiązane, a majątek ich skonfiskowano.
Zakopane – zimowa stolica Polski, staje się ośrodkiem leczniczo-wypoczynkowym dla Wehrmachtu, w szczególności dla lotników Luftwaffe. W mieście i okolicach z uwagi na bliskość granicy, wzmożoną aktywność przejawiało Gestapo, którego ofiarami było liczne grono wybitnych narciarzy i działaczy PZN.
Wojna spowodowała ofiary w ludziach, zniszczenie majątku klubów, schronisk i obiektów narciarskich; wszystko to sprawiło, że później narciarstwo trzeba było odbudować od podstaw.
W marcu 1945 roku, po wyzwoleniu Krakowa, ale jeszcze przed zakończeniem działań wojennych, zorganizowano zebranie sportowców, na którym powołano komitet reaktywujący Polski Związek Narciarski pod kierunkiem byłego działacza narciarskiego, dra Aleksandra Bonieckiego.

### 1946–1988
W wyniku aktywnej działalności i udziału polskiej delegacji w 1946 roku w Międzynarodowym Kongresie FIS we Francji, już w 1949 roku Kazimierz Załuski został wybrany wiceprezesem Międzynarodowej Federacji Narciarskiej. Jednak prężna inicjatywa organizacyjna działaczy PZN została w zdecydowany sposób ograniczona w wyniku przeprowadzonej w Polsce reorganizacji sportu i turystyki.
W związku z reorganizacją sportu w Polsce, w maju 1951 roku, został rozwiązany Polski Związek Narciarski, a na jego miejsce powstała Sekcja narciarstwa przy Głównym Komitecie Kultury Fizycznej, której przewodniczącym został płk. Kazimierz Malczewski.
Reorganizacja narciarstwa spowodowała duży wstrząs, a oddzielenie turystyki narciarskiej, którą przejęła Komisja Turystyki Narciarskiej Polskiego Towarzystwa Turystyczno–Krajoznawczego, było równoznaczne ze stworzeniem sztucznego podziału narciarstwa na sportowe i turystyczne. Okres 1951–1956 obok szeregu osiągnięć, charakteryzował się administracyjnym kierowaniem (GKKF) i dużą odmiennością stanowisk pomiędzy aktywem społecznym a administracją sportu, reprezentowaną przez „aparat urzędniczy”. Występujące konflikty doprowadziły do zwołania w czerwcu 1956 roku Krajowej Konferencji Aktywu Narciarskiego, na której wystąpiono z postulatami doprowadzenia w narciarstwie do samodzielności organizacyjnej, dobrowolności zrzeszania się i pełnej samorządności społecznej. Konferencja miała duże znaczenie dla kolejnych zmian w strukturze polskiego sportu, które nastąpiły po „październiku” 1956 roku.
Już w rok po tym wydarzeniu 27 czerwca 1957 roku odbył się w Katowicach Zjazd Założycielski Polskiego Związku Narciarskiego, na którym delegaci 48 klubów, jednomyślną uchwałą postanowili reaktywować PZN, uchwalając jednocześnie statut Związku. Dokonano wyboru władz, powierzając kierownictwo PZN, płk. Kazimierzowi Malczewskiemu, dając tym samym dowód swego uznania temu cieszącemu się powszechnym, autorytetem działaczowi narciarskiemu.
W okresie pięcioletniej kadencji (1957–1962) Zarząd PZN wykazał się niewątpliwym rozmachem, inicjatywą i energią. Znalazło to wyraz w szeregu osiągnięć organizacyjnych, m.in.:
- w 1957 roku powołano siedem okręgów narciarskich: warszawski, tatrzański, krakowski, śląski, dolnośląski, rzeszowski i północny,
- od listopada 1957 roku wznowiono wydawanie miesięcznika PZN – „Na nartach”,
- w 1958 roku w ramach Komisji Wyszkolenia powstała podkomisja Narciarstwa Podstawowego, która wydała pierwsze po wojnie „Zasady nauczania narciarstwa w górach i na nizinach”, których autorami byli znani teoretycy narciarstwa: Zygmunt Bielczyk, Grzegorz Młodzikowski, Stanisław Ziobrzyński oraz Bronisław Haczkiewicz,
- w dniach 6–13 kwietnia 1959 roku w Zakopanem odbył się V Międzynarodowy Kongres Nauczania Jazdy na Nartach,
- od 1960 roku przedstawiciele Komisji Narciarstwa Podstawowego – Włodzimierz Ritterschild, a zwłaszcza inż. Kazimierz Masłowski, przyczyniali się do uporządkowania zagadnień wyszkolenia podstawowego i szkolenia kadr instruktorskich,
- w 1960 roku powołano Komisję Młodzieżową, na czele której stanął znany działacz Szkolnego Związku Sportowego, Zbigniew Szanser,
- od 1960 roku działa również Komisja Propagandy pod kierunkiem red. Jerzego Wykroty przy współpracy oddanych narciarstwu dziennikarzy: Krzysztofa Blautha i Mariana Matzenauera,
- w latach 1961–1962 ukazały się dwa roczniki wydanego przez Polski Związek Narciarski czasopisma pt. „Narciarstwo Polskie”,
- ukoronowaniem inicjatywy i energii działaczy PZN, była organizacja w dniach 18-25 lutego 1962 roku w Zakopanem Mistrzostw Świata, które kierownictwo FIS zaliczyło do jednych z najlepiej zorganizowanych, najbardziej urzekających wielkich imprez sportowych.

Jeszcze nie przebrzmiały sukcesy organizacyjne po zakończonych Mistrzostwach Świata w Zakopanem, kiedy w Polskim Związku Narciarskim, podstawowa działalność organizacyjna została ujęta w ramach dwóch wydziałów. Od października 1962 r. powołano Wydział Narciarstwa Masowego z siedzibą w Krakowie oraz Wydział Sportowo-Szkoleniowy z siedzibą w Zakopanem. Zmiany personalne i organizacyjne nie wpłynęły jednak na usprawnienie toku pracy. Jedynie duże zaangażowanie wykazali działacze Komisji Wyszkolenia Wydziału Narciarstwa Masowego PZN, prowadząc pod przewodnictwem W. Klimaszewskiego: szkolenie kadr instruktorskich, kursy unifikacyjne i kursokonferencje instruktorów wykładowców. Podnosząc systematycznie poziom szkolenia kadr, Komisja organizowała wyjazdy instruktorów-wykładowców do narodowej szkoły narciarskiej we Francji oraz i kursy nauczycieli narciarstwa do Austrii (St. Christoph).
Ponadto jedni z form doszkolenia i doskonalenia zawodowego kadry instruktorsko-trenerskiej, były organizowane od 1962 roku w Zakopanem Ogólnopolskie Zawody Instruktorów i Trenerów Narciarstwa Zjazdowego. Najpoważniejszą pracą Komisji Wyszkolenia WNM było jednak opracowanie w oparciu o obserwacje szkoły austriackiej i francuskiej oraz własne doświadczenia szkoleniowe, nowych „Wytycznych, do nauczania jazd na nartach”.
Na Walnym Zjeździe Delegatów PZN, przeprowadzonym w Krakowie 18–19 czerwca 1966 roku, wybrano nowe władze, których czteroletnia kadencja zbiegła się z 50-leciem istnienia PZN. Prezesem Związku ponownie został wybrany płk. Kazimierz Malczewski, którego w pracy wspierali kpt. Lech Bafia – wiceprezes ds. sportowych i Wincenty Klimaszewski – wiceprezes ds. narciarstwa masowego.
W jubileuszowym 1969 roku Polski Związek Narciarski, prowadząc działalność w ośmiu okręgach, zrzeszał w 164 klubach około 7 tysięcy członków. W Wydziale Narciarstwa Masowego zrzeszonych było około tysiąca instruktorów narciarstwa zjazdowego i biegowego.
Na uwagę zasługuje szkolenie kadr instruktorsko-trenerskich: przy współpracy PKOl i WSWF Wrocław oraz organizacja konferencji z udziałem czołowych fachowców zagranicznych jak np. twórca potęgi francuskiego narciarstwa zjazdowego Henry Bonnet, który bawił w Polsce w 1967 roku. W omawianym okresie Związek koncentrował swoje wysiłki przede wszystkim wokół przygotowań reprezentacji do X Zimowych Igrzysk Olimpijskich w Grenoble w 1968 roku.
W latach siedemdziesiątych i osiemdziesiątych XX wieku nastąpił żywiołowy rozwój narciarstwa na całym świecie, do czego w istotnym stopniu przyczyniła się telewizja i znaczny wzrost imprez narciarskich o zasięgu międzynarodowym. Lata 70. ubiegłego stulecia to także dynamiczny rozwój polskiego narciarstwa. Prężna działalność PZN oraz jego owocna współpraca z PKOl przyczyniła się do wzrostu poziomu wyszkolenia czołówki narciarzy trenujących pod kierunkiem wybitnych trenerów w Centralnych Ośrodkach Sportu, działających na terenie Zakopanego i Szczyrku. Efektem wzrostu poziomu wyszkolenia polskich narciarzy były osiągnięcia sportowe takich zawodników jak: Andrzej Bachleda-Curuś, Stanisław Gąsienica-Daniel, Maciej Ciaptak-Gąsienica, Wojciech Fortuna, Jan Staszel, Józef Łuszczek, Stefan Hula, Piotr Fijas.
W omawianym okresie lat 70. na uwagę zasługuje praca bardzo prężnie działającej Komisji Szkoleniowej Wydziału Sportu Młodzieżowego i Szkolenia Kadr PZN, którą kierował Józef Mielecki, współpracując z grupą instruktorów-wykładowców. Dobrze rozwinięty ruch społeczny instruktorów nie traktujących narciarstwa jako podstawowego źródła utrzymania oraz liczne akcje szkoleniowe przyczyniły się do tego, że w PZN było zrzeszonych 3500 instruktorów narciarstwa zjazdowego i 290 narciarstwa biegowego.
Efektem działalności Okręgowych Związków Narciarskich, były stale pojawiające się nowe imprezy sportowe o zasięgu ogólnopolskim, m.in. masowe biegi narciarskie: Gwarków, Piastów, Gąsieniców, Warsa i Sawy czy Wędrówki Północy.
Dla amatorów narciarstwa zjazdowego organizowane były „Mistrzostwa Mieszkańców Miast” oraz „Puchar Śląska”, na który składały się zawody w slalomie gigancie i biegach płaskich.
W ośrodkach akademickich młodzież studencka zrzeszała się w Akademickich Klubach Narciarskich, które prowadziły liczne akcje propagandowe i szkoleniowe, organizując szkółki i wczasy narciarskie oraz kursy na stopień pomocnika i instruktora narciarstwa. W sezonie zimowym kończącym 60. rocznicę działalności PZN z inicjatywy grupy entuzjastów narciarstwa w stylu wolnym (Freestyle), przeprowadzono pierwsze w Polsce pokazy narciarstwa baletowego (Kalatówki, 20 kwietnia 1979 r.).

### Po 1989
Okres lat osiemdziesiątych w Polsce i Europie to epokowe zmiany ustrojowe i geopolityczne, które nie sprzyjały efektywnej działalności PZN. Sport w tym okresie nie miał racji bytu a wielu działaczy musiało opuścić Polskę lub ograniczyć do minimum swoją działalność społeczną. Pierwszy sezon zimowy 1989/90 w Polsce charakteryzuje się powstaniem Stowarzyszenia Instruktorów i Trenerów Narciarstwa, które jest członkiem zwyczajnym odradzającego się PZN.
Zmiany organizacyjno strukturalne jakie zachodziły w polskim sporcie ostatniej dekady XX wieku nie wpłynęły na wzrost efektywności działań władz PZN, które opierały swoją działalność na kilku klubach (10), zrzeszających kilkudziesięciu zawodników (ok. 150 osób).
Lata 90. XX wieku to trudny okres w historii polskiego narciarstwa. Polscy narciarze spisywali się w większości w zawodach rangi międzynarodowej słabo. Pogorszyła się również infrastruktura obiektów narciarskich, przez co wiele obiektów w tym czasie niszczało.
Natomiast początek XXI wieku to ponowne sukcesy polskich narciarzy na arenie międzynarodowej. Sukcesy odnosili tacy zawodnicy jak Adam Małysz, Justyna Kowalczyk i Kamil Stoch. Jednocześnie dzięki ponownym sukcesom narciarzy, zaczęto modernizować obiekty narciarskie oraz powstały cykle zawodów dla młodych narciarzy (m.in. Lotos Cup), mające promować przyszłe talenty.
23 września 2019 roku w krakowskiej Tauron Arenie odbyła się uroczysta gala, inaugurująca obchody 100-lecia powstania PZN. Podczas gali prezydent Andrzej Duda wręczył odznaczenia państwowe m.in. Kamilowi Stochowi, Maciejowi Kotowi, Dawidowi Kubackiemu, Wojciechowi Fortunie, Janowi Szturcowi, a pośmiertnie także Helenie Marusarzównie i Bronisławowi Czechowi.

### Lista Prezesów PZN
- 1919–1920 – dr Mieczysław Świerz
- 1920–1923 – Aleksander Bobkowski
- 1923–1924 – dr Władysław Osmolski
- 1924–1939 – Aleksander Bobkowski
- 1945–1947 – dr Aleksander Boniecki
- 1947–1951 – min. Władysław Wolski
- 1951–1973 – płk Kazimierz Malczewski
- 1973–1976 – Jan Wojciech Lipczewski
- 1976–1976 – Stanisław Ziobrzyński
- 1976–1980 – Władysław Miśkow
- 1980–1984 – Mirosław Wojciechowski
- 1984–1988 – płk Lech Bafia
- 1988–1990 – Stanisław Kuś
- 1990–1994 – Kazimierz Masłowski
- 1994–2006 – Paweł Włodarczyk
- 2006–2022 – Apoloniusz Tajner (najpierw jako kurator)
- od 2022 – Adam Małysz